# آندره لوریتو
آندره لوریتو (انگلیسی: André Laurito؛ زادهٔ ۲۴ نوامبر ۱۹۸۳) بازیکن فوتبال اهل آلمان است.
از باشگاه‌هایی که در آن بازی کرده‌است می‌توان به باشگاه فوتبال یان رگنسبورگ، باشگاه فوتبال آینتراخت بامبرگ، باشگاه فوتبال قوت-وایس ارفورت، و باشگاه فوتبال اف‌اس‌وی فرانکفورت اشاره کرد.